# نورتل نيتووركس
نورتيل (بالإنجليزية: Nortel) شركة كندية متخصصة في الاتصالات، تم تأسيسها سنة 1895 توفر المعدات والبرامج، والخدمات للشركات الفعالة في ميدان، الاتصالات والشركات في ما يفوق 150 بلد وهي مرقمة في بورصة نيويورك وأيضا تورنتو، المقر الاجتماعي يقع أيضا في تورنتو.

## التاريخ

### الأصول
تصور ألكسندر غراهام بل الجوانب التقنية للهاتف واخترعه في يوليو 1874 ، أثناء إقامته مع والديه في مزرعتهم في مرتفعات توتيلا ، في ضواحي برانتفورد ، أونتاريو. قام لاحقًا بتحسين تصميمه في برانتفورد بعد إنتاج أول نموذج أولي عملي له في بوسطن. . تورنتو: Kids Can Press ، 1999 ، p. & nbsp ؛ 14. كان أول مصنع للهواتف في كندا ، أنشأه جيمس كويرد من برانتفورد ، عبارة عن مبنى من ثلاثة طوابق بدأ في تصنيع الهواتف لـ نظام بيل ، مما أدى إلى أسلوب المدينة باسم «مدينة الهاتف». | ألكساندر جراهام بيل قد طلب في الأصل من شركة بوسطن المصنعة تشارلز ويليامز تقديم طلب أولي من 1000 هاتف للاستخدام في كندا ، لكن متجر ويليامز الصغير كان قادرًا فقط على إنتاج جزء بسيط من هذا الرقم. تحدث بيل بعد ذلك مع صديق من برانتفورد ، وهو جيمس كويرد (1849؟ - فبراير 1881) ، الذي أنشأ أول مصنع للهواتف في كندا والذي أنتج 2398 هاتفًا وفقًا لمواصفات بيل بحلول عام 1881. أرسل بيل كويرد إلى بوسطن في عام 1878 لدراسة عمليات التصنيع لشركة ويليامز. عدد الأشهر؛ ثم عاد Cowherd إلى Brantford لإنتاج هواتف إنتاج Bell ، والمساعدة في تطوير طرز أحدث. من بين تصميمات Cowherd ، كان هناك جهاز إرسال مزود بقطعة فم ثلاثية تسمح لثلاثة أشخاص بالتحدث والغناء في وقت واحد. لوحظت الوفاة المبكرة المفاجئة لـ Cowherd من مرض السل في المجلات الفنية الكبرى وأدت إلى إغلاق مصنع مورد تصنيع Bell Systems في Brantford. استؤنف الإنتاج الهاتفي لاحقًا في مونتريال ، مما أدى في النهاية إلى إنشاء شركة Northern Electric ، والتي أعيدت تسميتها لاحقًا باسم Northern Telecom ثم Nortel.